# Peperomia praematura
Peperomia praematura är en pepparväxtart som beskrevs av Trel. & Yunck.. Peperomia praematura ingår i släktet peperomior, och familjen pepparväxter. Inga underarter finns listade i Catalogue of Life.